# Ed Shaughnessy
Edwin Thomas Shaughnessy (Jersey City, 29 januari 1929 - Calabasas, 24 mei 2013) was een Amerikaanse jazzdrummer.

## Biografie
Shaughnessy leerde vanaf 1943 als autodidact het drumspel, kreeg daarna echter onderricht van de met hem bevriende Sid Catlett. Hij begon zijn professionele carrière in 1946 met Jack Teagarden en in 1948 met George Shearing, Georgie Auld en Charlie Ventura (1948 tot 1950). Tijdens de jaren 1950 was hij lid van de bands van Benny Goodman (Europese tournee in 1950, tijdens welke hij meewerkte bij de Roy Eldridge and His Little Jazz Vol. 1-sessie), Tommy Dorsey (1950), Lucky Millinder (1951) en werkte hij met Johnny Richards. Daarna begon hij als studiomuzikant te werken in New York. Eind jaren 1950 had hij met Teddy Charles de band Jazz Four. Gelijktijdig studeerde hij eind jaren 1950 piano, kornet en compositie.
Begin jaren 1960 was hij de partner van Count Basie (bij vijf albumopnamen) en werd hij lid van het orkest van The Tonight Show o.l.v. Doc Severinsen, waartoe hij dertig jaar behoorde tot 1992 (vanaf 1972 in Los Angeles. Daarnaast was Shaughnessy een gevraagd bigband-muzikant. In 1962 was hij lid van het Orchestra USA. Hij werkte o.a. met Gene Ammons, Roy Eldridge, Billie Holiday, Mundell Lowe, Teo Macero, Charles Mingus, Shirley Scott, Jack Sheldon en Horace Silver en is te horen op meer dan vijfhonderd albums. 
Hij leidde vanaf 1974 ook de eigen band Energy Force. Tijdens de jaren 1980 en 1990 onderwees hij bovendien aan de New York University en gaf hij cursussen aan het Skidmore College, maar gaf hij ook al eerder onderricht in talrijke clinics. In 1990 verscheen zijn album Jazz in the Pocket (met zijn kwintet Jazz in the Pocket, Tom Peterson, Bruce Paulson, Tom Ranier, John Leitham). Shaughnessy componeerde ook Nigerian Walk en Blues Detambour.

## Overlijden
Ed Shaughnessy overleed in mei 2013 op 84-jarige leeftijd aan de gevolgen van een hartinfarct.